# Верхняя Печеньга
Верхняя Печеньга — река в России, протекает в Вожегодском районе Вологодской области. Устье реки находится в 242 км по правому берегу реки Кубена. Длина реки составляет 13 км.
Верхняя Печеньга берёт исток на Верхневажской возвышенности в лесном массиве в 23 км к юго-востоку от райцентра — посёлка Вожега. Неподалёку от её истока находятся истоки Вожеги и её верхних притоков, здесь проходит водораздел между бассейнами Северной Двины и Онеги. Река течёт на север по ненаселённому лесу, крупных притоков нет.

## Данные водного реестра
По данным государственного водного реестра России относится к Двинско-Печорскому бассейновому округу, водохозяйственный участок реки — озеро Кубенское и реки Сухона от истока до Кубенского гидроузла, речной подбассейн реки — Сухона. Речной бассейн реки — Северная Двина.
Код объекта в государственном водном реестре — 03020100112103000005405.